# Filòfron
Filòfron (grec antic: Φιλόφρων, Philóphrōn, llatí: Philophron) fou un rodi enviat com ambaixador junt amb Teedet als deu ambaixadors o comissionats romans que havien d'acordar els afers d'Àsia després de la derrota d'Antíoc III el Gran, el 189 aC. Va aconseguir que Lícia fos assignada a Rodes com a recompensa pels seus serveis a la darrera guerra, segons diu Polibi.
Al començament de la guerra de Roma amb Perseu de Macedònia, Filòfron va ser un dels principals partidaris de l'aliança amb Roma i es va oposar, igual que Teedet, a tota concessió al rei macedoni. El 169 aC va encapçalar una ambaixada que va anar a Roma renovar l'amistat amb la república, i també davant del cònsol Quint Marci Filip, però poc després algunes derrotes dels romans van afavorir el predomini a Rodes del partit macedoni.
El 168 aC ni ell ni Teedet no van poder impedir que es donés una bona acollida als ambaixadors de Perseu i de Genci a Rodes, i el govern de l'illa va oferir la mediació entre les parts bel·ligerants, cosa que va ofendre als romans.
Després de la victòria romana que va dur a terme Luci Emili Paule Macedònic, Filòfron va anar a Roma com ambaixador junt amb Astimedes per apaivagar la ira del senat. Els dos ambaixadors van ser rebuts favorablement, però no van poder impedir la pèrdua de Cària i Lícia i la retirada de les guarnicions ròdies a Caune i Estratonicea.